# Конституция Румынии (1866)

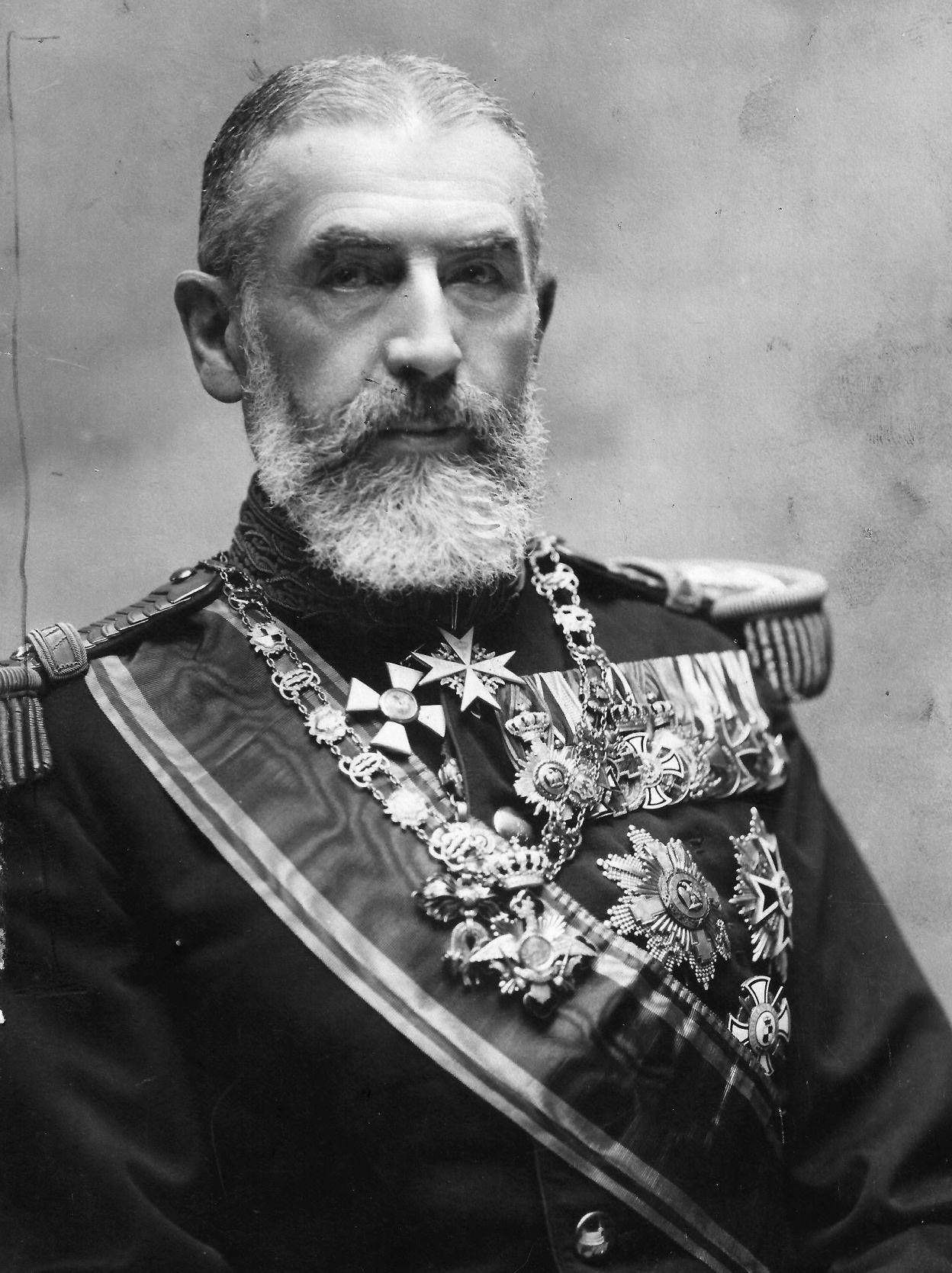
Кароль I

Конституция Румынии 1866 года - основной закон, завершивший период государственного строительства в Дунайских княжествах, объединившихся в 1859 году. Составленная за короткое время и составленная по образцу Конституции Бельгии 1831 года, которая в то время считалась самой либеральной в Европе, она была существенно изменена князем (а позже и королем) Каролем I и принята Учредительным собранием. Вновь назначенный князь обнародовал его 13 июля 1866 года. Это было сделано без участия крупных держав, включая Османскую империю, которая все еще обладала формальным суверенитетом над Румынией.

## Содержание
Конституция провозглашала Румынию как конституционную монархию. Как и её бельгийский аналог, он носил буржуазно-либеральный характер, заявляя, что правительство организовано на основе разделения властей и на основе принципа национального суверенитета. Трон был наследственной должностью потомков Кароля мужского пола, «навсегда исключая женщин и их потомков». Особа короля была провозглашена «неприкосновенной». Он был главнокомандующим армией, назначал и увольнял министров, санкционировал и издавал законы, назначал и утверждал людей на все государственные должности, подписывал договоры и конвенции о торговле и мореплавании с иностранными государствами. Он имел право объявлять политическую амнистию, помиловывать преступников или сокращать срок их заключения, присваивать воинские звания и награды, чеканить монеты. В то же время он открывал и закрывал заседания парламента, которые он мог созывать на чрезвычайные сессии и которые он мог распустить.
Законодательная власть осуществлялась князем и парламентом. Политический режим был либеральным, но не демократическим; выборы проводились с ограниченным избирательным правом; Избиратели, все мужчины, были разделены на четыре коллегии в зависимости от их благосостояния и социального происхождения.
Права и свободы граждан были самого современного образца: в документе были закреплены свобода совести, печати, собраний, вероисповедания; равенство перед законом, независимо от сословия; индивидуальная свобода; неприкосновенность жилища. Смертная казнь отменялась в мирное время, а собственность считалась священной и неприкосновенной. Румынской православной церкви был предоставлен высший статус («доминирующая религия румынского государства»), в то время как статья 7 предусматривала, что нехристиане не могут стать гражданами (что в первую очередь касалось евреев).  Конституция также мало способствовала улучшению положения женщин.